# 梁宏正
梁宏正，BBS，JP（1978年12月27日—），香港人，香港立法會主席梁君彥的兒子，新興織造廠有限公司董事，現任民政及青年事務局副局長。

## 生平
梁宏正早年就讀喇沙小學和喇沙書院；讀至中三時到英國升學。在1999年畢業於英國劍橋大學經濟系後，同年梁宏正和其友人合辦互聯網公司，其後因科網泡沫爆破而結業，再重回由已故創辦人祖父梁澤江之新興織造廠有限公司工作事業上。

## 家庭
梁宏正配偶為張曉君。

## 公職時期
現任香港菁英會榮譽主席。